# Lophosoria affinis
Lophosoria affinis là một loài dương xỉ trong họ Dicksoniaceae. Loài này được C. Presl mô tả khoa học đầu tiên năm 1847.
Danh pháp khoa học của loài này chưa được làm sáng tỏ. 